# Crispus van Chalcedon
Crispus van Chalcedon of Crispus van Korinthe (Oudgrieks: Κρίσπος, van het Latijn: crispus, "kruiskop") is een persoon uit het Nieuwe Testament; daarin wordt hij eenvoudig Crispus genoemd. Hij was leider van de synagoge in Korinthe en werd door Paulus bekeerd tot het christendom (Handelingen 18:8). Hij werd door Paulus zelf gedoopt (1 Korintiërs 1:14), wat mogelijk een aanwijzing is dat Crispus de eerste bekeerde was in Korinthe, want Paulus schreef enkele verzen later dat hij dopen niet als zijn roeping zag (1:17). Andere commentators denken dat dit een aanwijzing is dat Crispus een belangrijk persoon was in Korinthe.
Mogelijk was Sostenes zijn opvolger als leider van de synagoge (Handelingen 18:17), maar er zijn ook commentators die denken dat Crispus en Sostenes dezelfde persoon zijn. Strong en McClintock zeggen dat dit "willekeurig en niet ondersteund" is.
Volgens de traditie was hij een van de zeventig discipelen in Lucas 10:1, bisschop (volgens orthodoxe bronnen van Chalcedon, volgens katholieke bronnen van het eiland Egina) en stierf hij een marteldood.
Zijn katholieke feestdag is 4 oktober, zijn orthodoxe feestdag 4 januari en 8 december, in Korinthe 13 februari.